# Кампана (Козенца)
Кампана је насеље у Италији у округу Козенца, региону Калабрија.
Према процени из 2011. у насељу је живело 1953 становника. Насеље се налази на надморској висини од 620 м.

## Становништво
| 1951. | 1961. | 1971. | 1981. | 1991. | 2001. | 2011. |
| ----- | ----- | ----- | ----- | ----- | ----- | ----- |
| 4.301 | 4.313 | 3.516 | 3.496 | 3.244 | 2.643 | 1.962 |